# Konstantin Ernst von Droste zu Hülshoff
Konstantin Ernst von Droste zu Hülshoff (14. März 1770 auf Burg Hülshoff; † 18. März 1841 auf Haus Stapel) war Domherr in Münster und Gutsbesitzer von Haus Stapel.

## Leben

### Herkunft

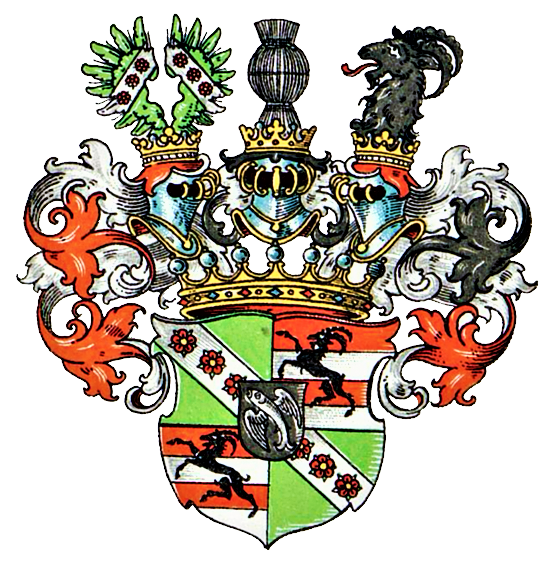
Wappen des Konstantin Ernst von Droste zu Hülshoff, gen. Reichfreiherr von Kerckerinck zu Stapel

Konstantin Ernst von Droste zu Hülshoff entstammte in 19. Generation der westfälischen Adelsfamilie der Freiherren Droste zu Hülshoff. Er war einer von vier Söhnen des Clemens August I. von Droste zu Hülshoff (1730–1798) und dessen Gemahlin Maria Bernardina von der Reck zu Steinfurt, der älteren Tochter des Ferdinand Wilhelm von der Recke zu Steinfurt und seiner Frau Sophia Maria von Kerckerinck zur Borg (1710–1751) und Miterbin ihres väterlichen Gutsbesitzes Haus Steinfurt.
Sein ältester Bruder Clemens-August II. von Droste zu Hülshoff erbte traditionsgemäß das Stammgut Burg Hülshoff und wurde Vater der Dichterin Annette von Droste-Hülshoff. Ein weiterer Bruder Maximilian Friedrich (1764–1840) war zunächst Domherr in Münster, heiratete und wurde Komponist. Der dritte Bruder Heinrich Johannes schlug dauerhaft eine kirchliche Laufbahn ein und war der letzte Dompropst in Münster, der aus einer Adelsfamilie stammte. Schon ein Onkel mit den gleichen Vornamen, Ernst Konstantin von Droste zu Hülshoff, war Domherr und sogar Domdechant in Münster gewesen.

### Domherr und Familienvater

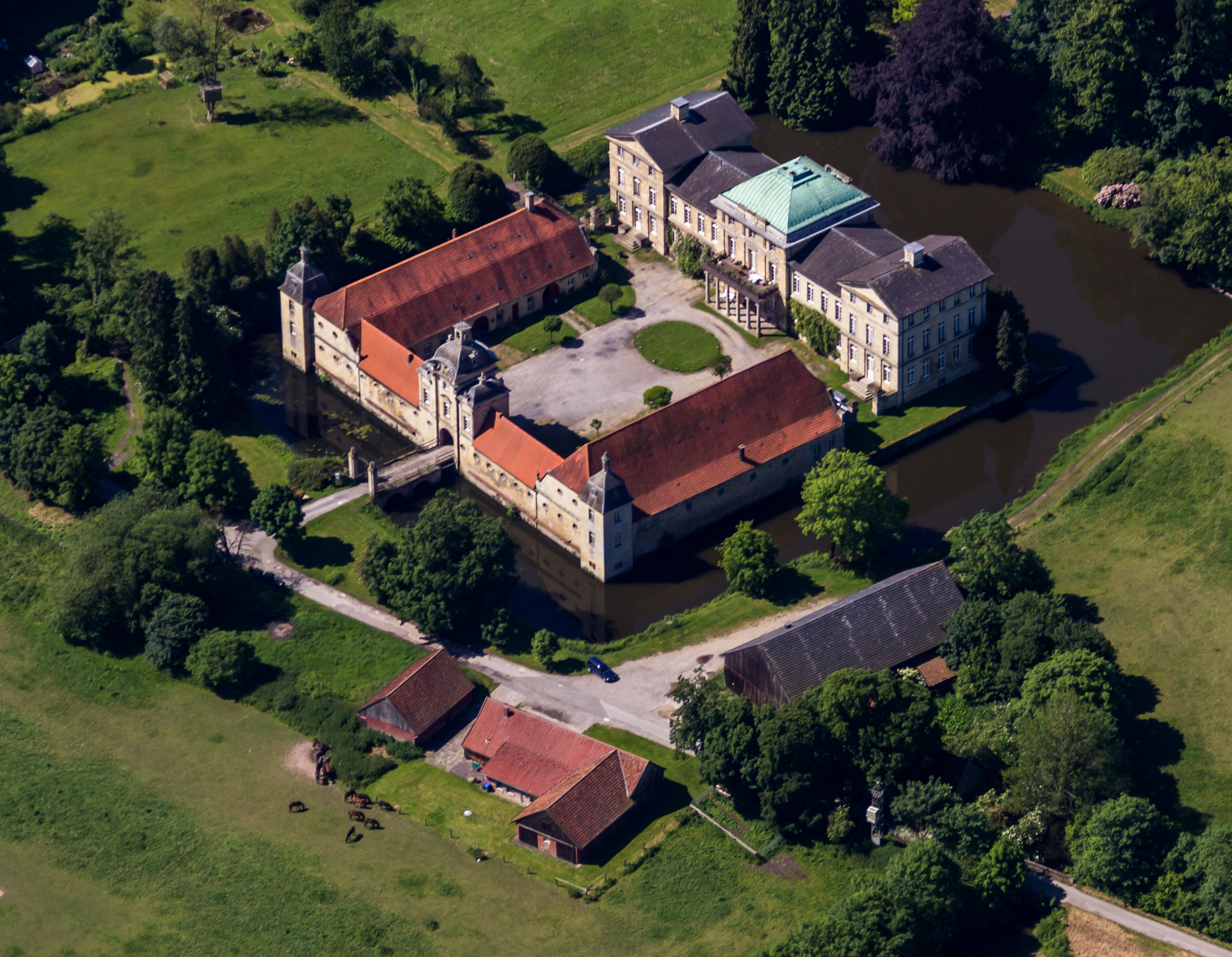
Haus Stapel

Im Jahre 1792 erhielt Konstantin Ernst von Maximilian Friedrich von Elverfeldt in seiner Eigenschaft als Turnar eine vakant gewordene Dompräbende in Münster.
Ohne Höhere Weihen empfangen zu haben, verzichtete er zugunsten von Clemens Karl von Twickel auf seine Pfründe und heiratete am 12. Mai 1801 seine entfernte Verwandte Reichsfreiin Maria Theresia von Kerckerinck zu Stapel, Erbin unter anderem der Güter Stapel in Havixbeck und Giesking in Nottuln-Appelhülsen, und nahm dabei den Namen genannt Reichsfreiherr von Droste-Kerckerinck an. Aus der Ehe gingen 23 Kinder hervor. Für seine Familie erbaute er das bestehende klassizistische Schloss Stapel mit 55 Zimmern.

## Weblink
- Konstantin Ernst Droste zu Hülshoff in der Personendatenbank von Germania Sacra